# Voyage Botanique le Long des Cotes Septentrionales de la Norvege
Voyage Botanique le Long des Cotes Septentrionales de la Norvege (abreviado Voy. Bot. Cotes Norvege) es un libro con ilustraciones y descripciones botánicas que fue escrito por el médico, y botánico francés Charles Frédéric Martins y publicado en el año 1846.